# Waldemar Wittmann
Waldemar Wittmann (* 16. Mai 1925 in Timișoara, Königreich Rumänien; † 3. November 1988 in Königstein im Taunus) war ein deutscher Wirtschaftswissenschaftler.

## Leben
Wittmann wurde 1925 als Banater Schwabe geboren. Er studierte Betriebswirtschaftslehre (Diplom-Kaufmann) und wurde 1954 an der Universität Frankfurt mit der Dissertation Die Leistungsfähigkeit des Wertbegriffes in der Betriebswirtschaftslehre zum Dr. rer. pol. promoviert und 1957 habilitierte er sich. 1958 wurde er außerordentlicher Professor an der Universität des Saarlandes. 1961 wurde er als ordentlicher Professor für Betriebswirtschaftslehre an der Ruprecht-Karls-Universität Heidelberg berufen, wo er Direktor des Alfred-Weber-Institut für Sozial- und Staatswissenschaften wurde. 1965 war er Gastprofessor an der Harvard University und ab 1966 Professor für Produktionstheorie und Produktionsplanung an der Universität Frankfurt. Er trug zur Einführung der Aktivitätsanalyse in die deutsche Betriebswirtschaftslehre bei. 1970 mitbegründete er den Bund Freiheit der Wissenschaft (BFW).

## Auszeichnungen
- 1987: Ehrendoktorwürde der Eberhard Karls Universität Tübingen
- 1988: Ehrendoktorwürde der Universität zu Köln

## Schriften (Auswahl)
- Unternehmung und unvollkommene Information. Unternehmerische Voraussicht, Ungewissheit und Planung. Westdeutscher Verlag, Köln 1959.
- Produktionstheorie (= Ökonometrie und Unternehmensforschung, 11). Springer, Berlin 1968.
- hrsg. mit Erwin Grochla: Handwörterbuch der Betriebswirtschaft. 4. Auflage, Poeschel, Stuttgart 1976/84, ISBN 3-7910-8033-4.
- Mensch, Produktion und Unternehmung. Eine historische Nachlese. Mohr, Tübingen 1982, ISBN 3-16-344580-2.
- Betriebswirtschaftslehre. Ein einführendes Lehrbuch. 2 Bände, Mohr, Tübingen 1982/85, ISBN 3-16-344550-0 / ISBN 3-16-344918-2.